# Direito internacional humanitário
O Direito Internacional Humanitário (DIH) ou Direito Internacional dos Conflitos Armados (DICA) é um conjunto de leis que protege pessoas em tempos de conflitos armados. É composto pelas leis das Convenções de Genebra e da Convenção de Haia. Suas leis dizem respeito aos países em conflito, aos países neutros, aos indivíduos envolvidos nos conflitos, à relação entre eles e a proteção dos civis.
A utilização da guerra como um mecanismo de obtenção de novos recursos e territórios não é um fenômeno novo na história da humanidade. Por séculos, a guerra fora utilizada para não só moldar mapas como também transformar as próprias relações humanas. O inevitável avanço tecnológico transformou, com o passar dos séculos, tal ferramenta em um elemento cada vez mais perigoso para os indivíduos que se encontravam em suas zonas de atuação. À medida que os exércitos foram crescendo e se aproximando de cidades ou conglomerados populacionais relevantes, percebeu-se um aumento gradual de inúmeras consequências (muitas vezes letais) para a população civil. O dano contra populações civis, assim como a guerra, não é um fenômeno recente. Entretanto, as discussões sobre os danos de guerra a civis passou a ser debatido com o advento das Guerras Napoleônicas (1803-1815), resultando na regulação de conflitos que passou a ser pensado do entre o fim do século XIX e início do século XX. O maior resultado de tais debates fora o surgimento do Direito Humanitário como um ferramenta para “regular” o uso da guerra de forma que seus objetivos e consequências fossem “minimizados” principalmente para os grupos fora do conflito, no caso a própria população civil.
O direito humanitário representa um conjunto de normas e princípios que não se limitam às delimitações territoriais de um único Estado, mas sim regem as relações entre Estados no que tange ao desenvolvimento de conflitos armados entre tais organismos políticos. Nesse sentido, o direito humanitário representa um conjunto de normas, princípios gerais e costumes que fazem parte do Direito Internacional que, por sua vez, rege as relações entre Estados por meio de acordos, tratados ou convenções que (em teoria) se tornam obrigações legais a serem cumpridas pelos seus aderentes. De forma especifica, o direito internacional humanitário tem como objetivo limitar os efeitos normalmente nefastos causados pelo desenvolvimento de conflitos armados, protegendo as pessoas que não participam ou que deixaram de participar de suas hostilidades além de restringir os meios e métodos de combate.
O Direito Internacional Humanitário é tradicionalmente visto como distinto do Direito Internacional dos Direitos Humanos. O escopo do Direito Internacional Humanitário é mais restrito que o do Direito Internacional dos Direitos Humanos, pois aquele aplica-se somente no contexto de conflitos armados e em relação a categorias específicas de indivíduos, como combatentes feridos, prisioneiros de guerra e a população civil . Não obstante, os dois ramos do direito são complementares, e, apesar de o Direito Internacional Humanitário ser um conjunto de normas especiais, isso não impede a aplicação de normas de Direito Internacional dos Direitos Humanos durante conflitos armados. De acordo com os parágrafos nº 24 e 25 do parecer proferido pela Corte Internacional de Justiça, em 1996, sobre a legalidade do uso de armas nucleares, as convenções de direitos humanos não deixam de ser válidas na ocorrência de um conflito armado, a menos que elas contenham alguma disposição expressa nesse sentido.

## História
O surgimento do Direito Humanitário está diretamente ligado aos horrores verificados nas guerras pelo suíço Henry Dunant, um filantropo. É analisado que, nas suas origens, as guerras eram caracterizadas pela ausência de regras, o que consequentemente gerava diversas atrocidades e violações aos direitos básicos dos indivíduos (que no momento não existiam), as quais os vencedores escravizavam os vencidos. Portanto, ainda antes de Dunant perceber as atrocidades causadas pelos conflitos armados e expor esses fatos em seu livro – que viria a ser uma das bases para o Direito Humanitário Internacional – algumas nações antigas, tais como Índia, China e o Império Inca já argumentavam favoravelmente pela criação da ética nas Guerras, sendo pioneiros.
Na Europa esta preocupação com os indivíduos e a ética na guerra surge por influência dos valores do Cristianismo e do Islã. No século XIX, ainda não havia nenhuma estrutura no sentido de ajudar os feridos nas batalhas. Isso começa a mudar com Dunant, conforme mencionado anteriormente. O suíço descreve sua experiência vivida durante o conflito armado na Batalha de Solferino, pela unificação italiana, em um livro que seria futuramente utilizado como base para as diretrizes do Direito Humanitário Internacional. Esse livro foi publicado com o nome “Memórias de Solferino” em 1862. Dunant, que durante sua viagem focou em ajudar os feridos de guerra, foi precursor do Direito Humanitário Internacional e fundador do Comitê Internacional da Cruz Vermelha, em Genebra. 
Na virada do século XIX para o século XX, o Direito Internacional Humanitário passa a ser positivado e se consolida como ramo do Direito. Em 1889 e 1907, adotam-se a Convenções da Haia, que preveem regras e declarações sobre a vedação ao uso de armamentos que causem sofrimento desnecessário e a proibição de ataque a sítios e cidades indefesos.
No decorrer do século XX, os Direitos Humanos ganharam relevância internacional após a Segunda Guerra Mundial, quando diversos países envidaram esforços para evitar a reprodução das barbáries verificadas durante os conflitos mundiais. Um dos passos mais importantes foi a elaboração das quatro Convenções de Genebra, de 1949, que, juntas, formam o Direito de Genebra, o qual abrange a codificação das normas de proteção da pessoa humana em caso de conflito armado. Vale lembrar que as Convenções de Genebra dizem respeito tanto a militares que estão fora de combate quanto à população civil.
As Convenções da Haia e as Convenções de Genebra são os dois pilares do Direito Internacional Humanitário, sendo que ambas se complementam, apesar de possuírem áreas de atuação diferentes. Enquanto as Convenções de Genebra visam a defender, em tempos de guerra, os não combatentes, as Convenções da Haia estabelece parâmetros mínimos da ação militar para evitar sofrimento desnecessário aos combatentes e garantir uma ética nos conflitos armados e guerras.
Com a elaboração e entrada em vigor do Estatuto de Roma, que criou o Tribunal Penal Internacional, atribuiu-se um grau ainda maior de relevância às normas do Direito Internacional Humanitário. De acordo com o art. 5º do Estatuto de Roma, o Tribunal Penal Internacional é competente para julgar indivíduos que praticaram crimes de guerra. Segundo o art. 8º do Estatuto de Roma, as violações graves às Convenções de Genebra são enquadradas como crimes de guerra.

## Leis
Estas são as leis básicas do direito humanitário durante um conflito:
1. Pessoas que estejam fora de combate ou que não desejam participar diretamente nas hostilidades devem ter suas vidas, integridade moral e física preservadas. Sob todas as circunstâncias devem ser protegidas e tratadas de maneira humana sem distinção.
2. É proibido matar ou ferir um inimigo que se renda ou esteja fora de combate.
3. Os feridos ou doentes devem ser acolhidos e tratados pela parte do conflito que os tiver sob seu poder. A proteção também vale para equipes médicas. Os símbolos da Cruz Vermelha devem ser respeitados como símbolos de proteção.
4. Combatentes capturados e civis sob a autoridade de uma parte adversa devem ter suas vidas, dignidade, direitos e convicções respeitados. Eles têm o direito de corresponder com suas famílias.
5. Todos devem ser beneficiados por garantias judiciais fundamentais. Ninguém deve ser culpado por um ato que não cometeu. Ninguém deve ser torturado fisicamente ou mentalmente ou receber tratamento degradante.
6. As partes em conflito não podem se utilizar de meios ou armamento que provoque perdas desnecessárias ou sofrimento em demasia.
7. As partes em conflito devem distinguir civis e combatentes de modo a poupar a população e as propriedades. A população civil não pode ser alvo de ataques, estes devem ser direcionados unicamente a alvos militares.

## Exemplos
Naturalmente, um dos principais grupos que literalmente carregam o estandarte dos Direitos Humanitários ao redor do mundo é a Cruz Vermelha. A associação fora fundada em 1863 teve como sede Genebra, localizada na Suíça. Seus membros fundadores foram cinco grandes famílias que se uniram em uma conferência para trazer propostas de como auxiliar os soldados que, dado recentes eventos com a Batalha de Solferino onde dezenas de milhares morreram e outros tantos ficaram feridos devido às novas tecnologias de artilharia, precisavam de alguma forma de suporte. Os resultados desta primeira reunião proporcionariam regras que hoje nos são quase intuitivas, inclusive na proteção de civis:
- Qualquer indivíduo que não esteja em combate ou que não esteja de alguma forma direta participando das hostilidades, precisam ser protegidos.
- Os doentes e feridos deverão receber os devidos cuidados independentemente do lado dos conflitantes que os tiver em posse.
- Prisioneiros devem ser protegidos contra atos de represália e violência, como tortura e humilhações que afetem sua dignidade como ser humano.

Esta organização é a mais antiga dos Movimentos de Sociedades Nacionais, além daquela com mais prestígio. É uma das organizações mais reconhecidas do mundo e venceu três Prêmios Nobel da Paz, em 1917, 1944 e 1963. Podemos ver o resultado e esforço de seu trabalho em inúmeros países. Atualmente os principais centros de operação do grupo são localizados no Afeganistão, Iraque, Nigéria, Sudão do Sul, Síria, Ucrânia e Iêmen, mas não limitados a estes. É importante notar sua participação ativa no auxílio e na gestão do número colossal de indivíduos desabrigados e deslocados de suas anteriores zonas devido aos conflitos recentes na Síria. Já se trata de 6,5 milhões de pessoas de acordo com a organização, além dos mais de 3 milhões de pessoas que buscam ajuda em campos para refugiados nos países vizinhos, como Líbia, Turquia, Jordânia e Iraque.
Por fim, dado a presença do direito humanitário, uma das regras que se tornaram um elemento de discussão importante ao longo das últimas décadas, particularmente ao longo do período da Guerra Fria (1945-1991), fora aquela que determina que as partes pertencentes a um conflito possuam limites quanto aos meios que podem ser utilizados em termos de material bélico. Nesse sentido, as próprias declarações de guerra precisam ser compostas de alguma forma e precisam passar por determinados critérios para que sejam consideradas legítimas.